# Dodona
Dodona (in greco Δωδώνη?) era un'antica città situata nell'Epiro, in Grecia nord-occidentale, dove si trovava un oracolo dedicato a due divinità Greche, Zeus, il dio del fulmine re dell'Olimpo, e la Dea Madre, identificata con Dione (mentre in altri luoghi era associata a Rea o Gaia). Secondo quanto riportato dallo storico del V secolo Erodoto, Dodona fu il più antico oracolo di tutta la Grecia; sicuramente sorto in epoca preellenica, è forse risalente al II millennio a.C.
Lo studioso di Oxford e membro della British Academy Martin Litchfield West ha sostenuto nel 2007 che il sito religioso di Dodona nell'Iliade di Omero era un'istituzione illirica e che la dea Demetra ha un'etimologia correlata all'illirico "Da-" (Alb. "dhe" [  terra]).

## Culti e storia del santuario
A Dodona, Zeus fu associato ad un altro dio preellenico sconosciuto, e veniva adorato col nome di Zeùs Molossòs o di Zeùs Nàios. Originariamente dedicato alla sola Dea Madre, il sito fu poi condiviso sia da Zeus sia da Dione, la forma femminile di Zeus a volte associata come sua sposa e il nome della quale, così come Zeus, significa semplicemente "divinità". Tuttavia, durante l'epoca classica, Dione venne destinata a ricoprire un ruolo di minor rilevanza, poiché la consorte del re degli dèi era considerata la gelosissima Era.
All'epoca in cui Omero compose l'Iliade (800-750 a.C. ca.), non era presente nessun edificio nel sito, e i Selloi, i sacerdoti del culto, dormivano sul terreno senza alcun riparo. Precedentemente al IV secolo a.C. c'era invece un piccolo tempio in pietra dedicato a Zeus. Da quando Euripide nominò Dodona nella sua opera Melanippo, ed Erodoto scrisse dell'oracolo, si installò anche un corpo di sacerdotesse.
Il culto, incentrato attorno alla quercia sacra a Zeus, prevedeva l'interpretazione da parte dei Selloi del fruscío delle foglie dell'albero sacro a Zeus, in una prima fase, mentre con l'avvento del collegio femminile di sacerdotesse, l'oracolo veniva probabilmente divinato attraverso deliri mistici e trance ispirate dal dio, in modo simile a quanto avveniva nei santuari di Delfi o della Sibilla Eritrea d’Asia Minore. Gli uccelli, come le colombe selvatiche o l'aquila (uccello sacro a Zeus), avevano un ruolo centrale nell'oracolo, in qualità di intermediari fra il mondo dei vivi e la divinità.
Nonostante non riuscisse ad eclissare la fama e ricchezza dell'oracolo di Apollo a Delfi, Dodona acquistò allo stesso modo una certa importanza e celebrità fra i Greci. Nelle Argonautiche di Apollonio Rodio, la narrazione dei viaggi di Giasone e degli Argonauti, la nave di questi ultimi aveva la capacità di profetizzare perché un'asse della sua carena era stata intagliata nel legno di una quercia proveniente da Dodona.
Nel III secolo a.C., Pirro, re dell'Epiro, fece ricostruire il santuario di Zeus in maniera grandiosa, aggiungendo molti altri edifici, con festeggiamenti che prevedevano giochi atletici, agoni musicali e tragedie da rappresentarsi nel nuovo teatro. Furono costruite delle mura che circondavano l'oracolo e gli alberi sacri, così come vennero edificati i templi di Eracle e Dione.
Nel 219 a.C., gli Etoli invasero la regione e bruciarono il tempio fino alle fondamenta. Nonostante Filippo V di Macedonia avesse fatto ricostruire tutti gli edifici più grandi e belli di quanto fossero mai stati, e avesse aggiunto al complesso uno stadio per i giochi annuali, l'oracolo di Dodona non si riprese mai completamente. Nel 167 a.C. il centro fu nuovamente distrutto e poi saccheggiato dalla tribù trace dei Maedi. Fu poi ancora riedificato, per l'ultima volta, nel 31 a.C. grazie all'imperatore Augusto. Quando il geografo e viaggiatore Pausania vi sostò nel 167 d.C., Dodona era ridotta ad una singola quercia. I pellegrini ad ogni modo continuarono a consultare l'oracolo fino al 391 d.C., quando i cristiani abbatterono l'albero. Anche se ciò che rimaneva della città era un insignificante agglomerato di casupole, il vecchio sito pagano dovette sembrare di una certa importanza alla comunità cristiana, visto che il vescovo di Dodona partecipò al Concilio di Efeso nel 431.
Scavi archeologici durati ben più di un secolo hanno riportato alla luce diversi manufatti, molti dei quali sono ora conservati al Museo Archeologico Nazionale di Atene, altri al museo archeologico sito vicino a Ioannina.

## Erodoto e le origini di Dodona
Quando nel V secolo a.C. Erodoto giunse per i suoi studi a Tebe (in Egitto), alcuni sacerdoti della città gli raccontarono che due grandi sacerdotesse erano state rapite dai Fenici molto tempo addietro, e che una fu venduta come schiava in Libia, l'altra in Ellade; costoro furono le fondatrici dei due più importanti santuari dedicati al dio supremo: Dodona (nel quale era adorato Zeus) e Siwa in Libia (ove si venerava Amon, divinità egizia che i greci identificarono con il padre degli dei olimpici). Secondo tradizioni mitologiche, l'oracolo di Amon nell'oasi di Siwa in Libia e quello epirota di Dodona sarebbero stati ugualmente antichi, similmente trasmessi dalla cultura fenicia, e con una forte somiglianza nelle forme di divinazione a causa dell’origine egizia comune ai due culti.

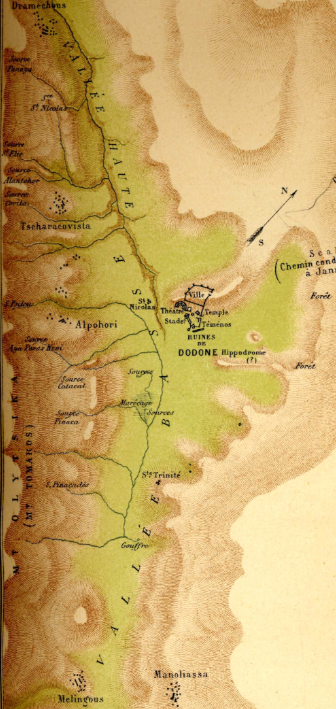
Posizione di Dodona nell'Epiro.

Ecco come Erodoto racconta di ciò che gli fu riferito dalle sacerdotesse stesse, chiamate peleiades ("colombe"), a Dodona:
(Erodoto, Storie, libro II, 55)
L'elemento della colomba potrebbe essere comparato all'etimologia popolare del nome arcaico con cui si indicavano le donne sacre, che non aveva perso di significato. L'elemento pel- di peleiadi potrebbe essere collegato con l'omografa radice (traducibile con "nero", "fangoso") nei nomi "Peleo" o "Pelope".
Erodoto aggiunge:
Credo che le donne fossero chiamate colombe dai Dodonei per questo motivo: perché erano barbare e sembrava loro che emettessero suoni come uccelli. Dicono che con il tempo la colomba avrebbe parlato con voce umana: la donna quindi parlò con una voce ad essi comprensibile; finché parlava barbaro, sembrava ai Dodonei che emettesse suoni come un uccello. Poiché, come avrebbe potuto una colomba esprimersi con voce umana? Quando dicono che la colomba era nera, fanno intendere che la donna era egiziana.»
(Erodoto, Storie, libro II, 56-57)
Thesprotia, sulla costa a ovest di Dodona, non sarebbe stata mai accessibile ai navigatori Fenici, che già i lettori di Erodoto ritenevano non essere penetrati così tanto all'interno da raggiungere Dodona.
Molti secoli dopo, anche i cristiani rimasero affascinati dal mito delle colombe, che interpretarono come un veicolo dello spirito di Dio.

## Galleria d'immagini

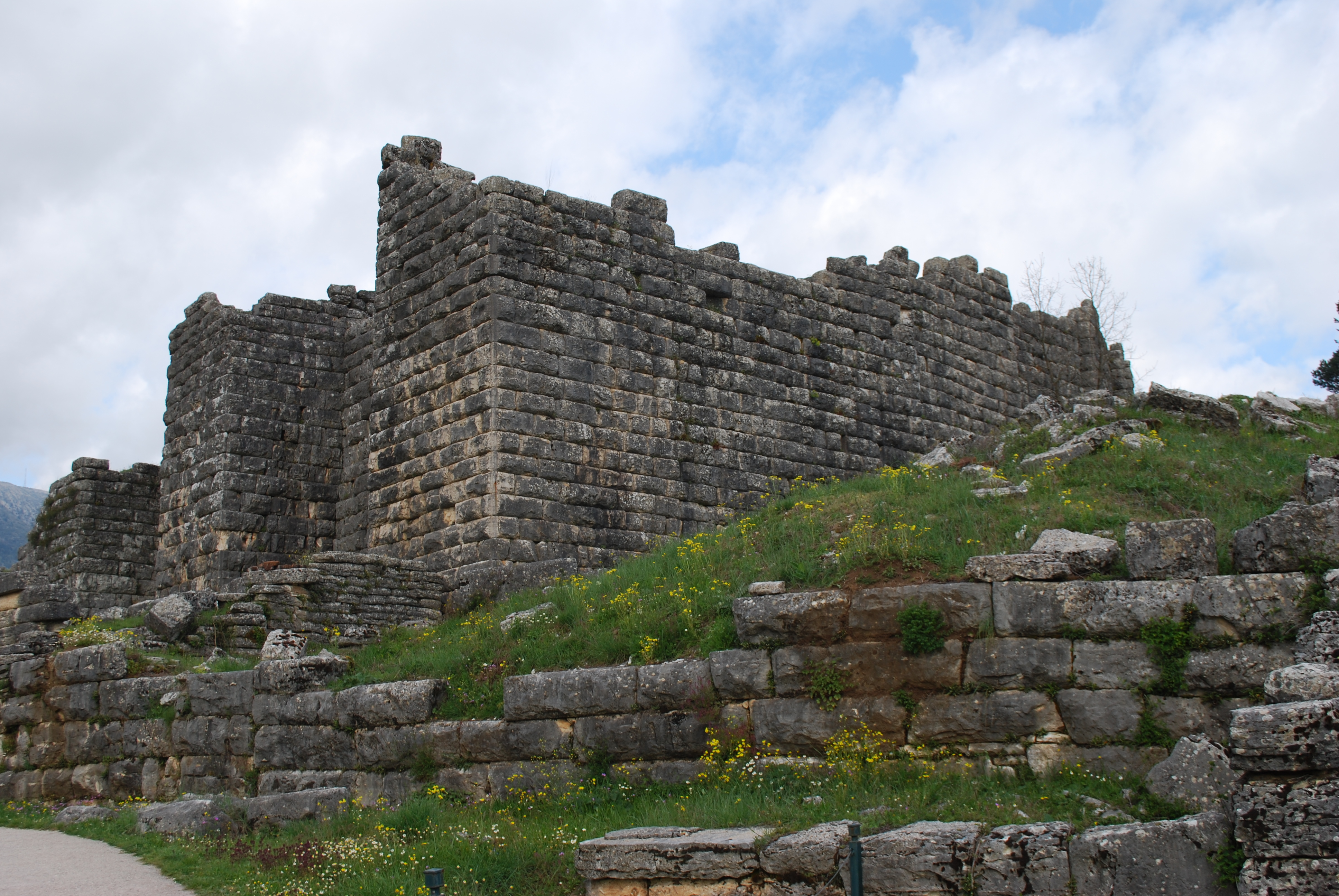
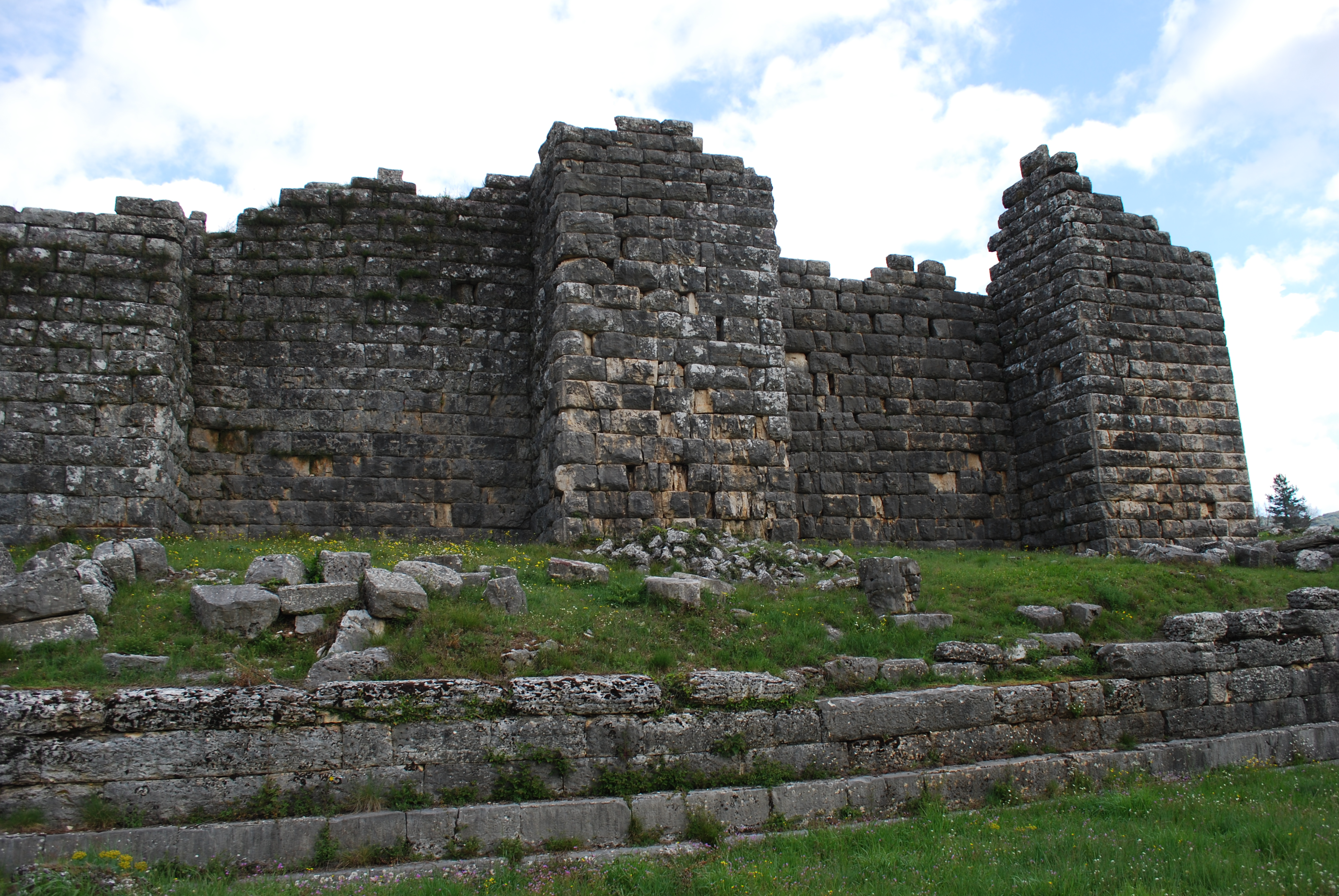
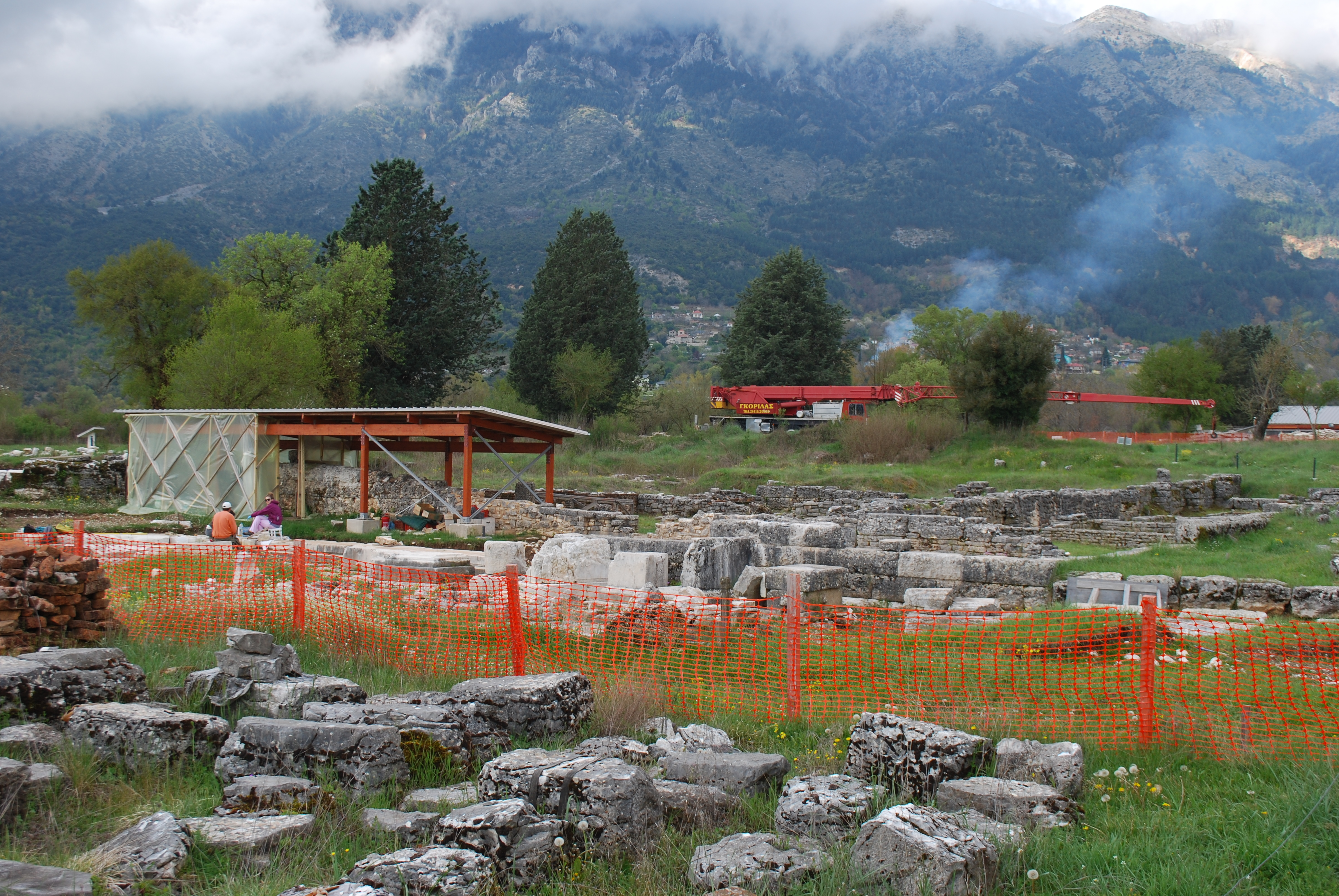
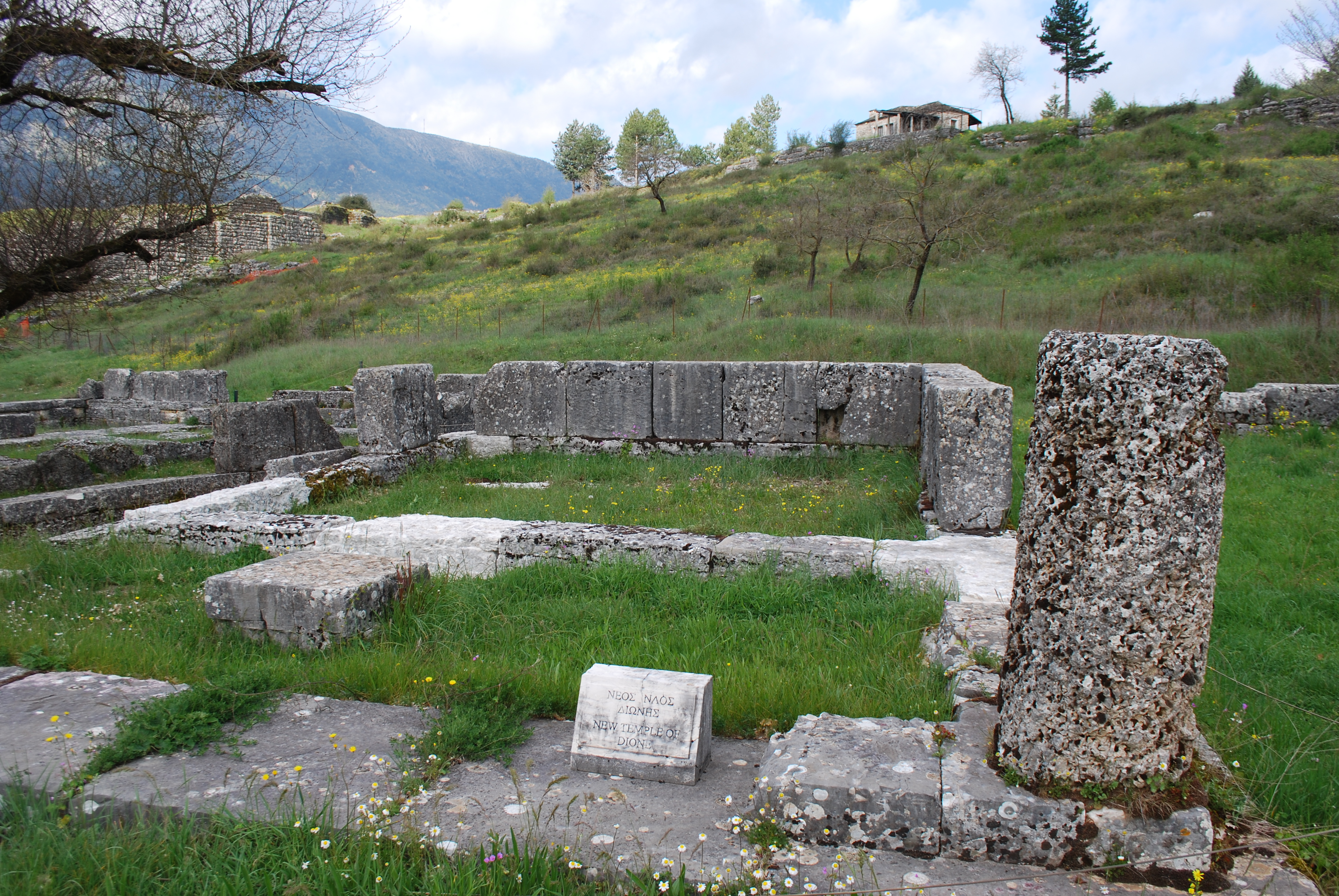
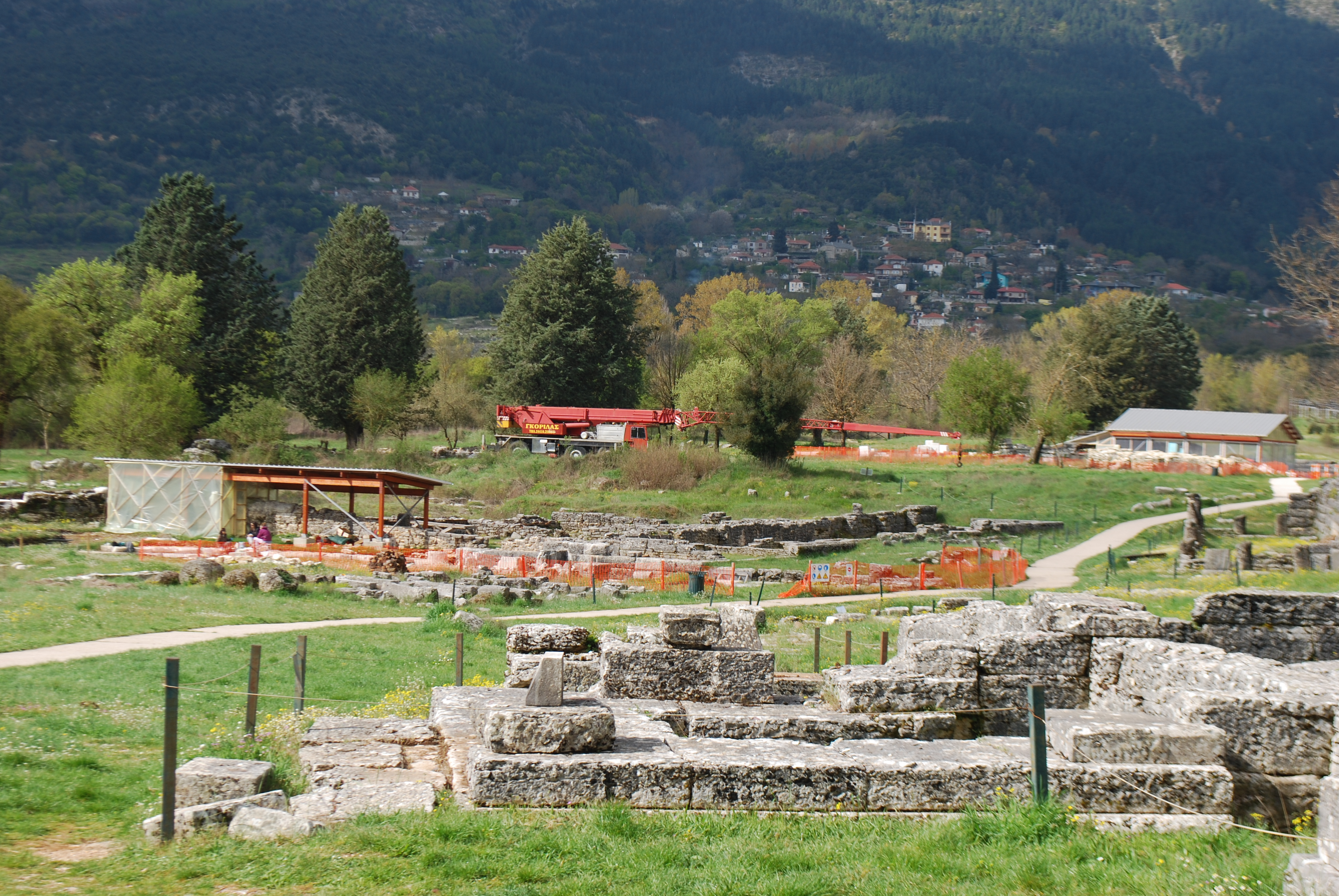
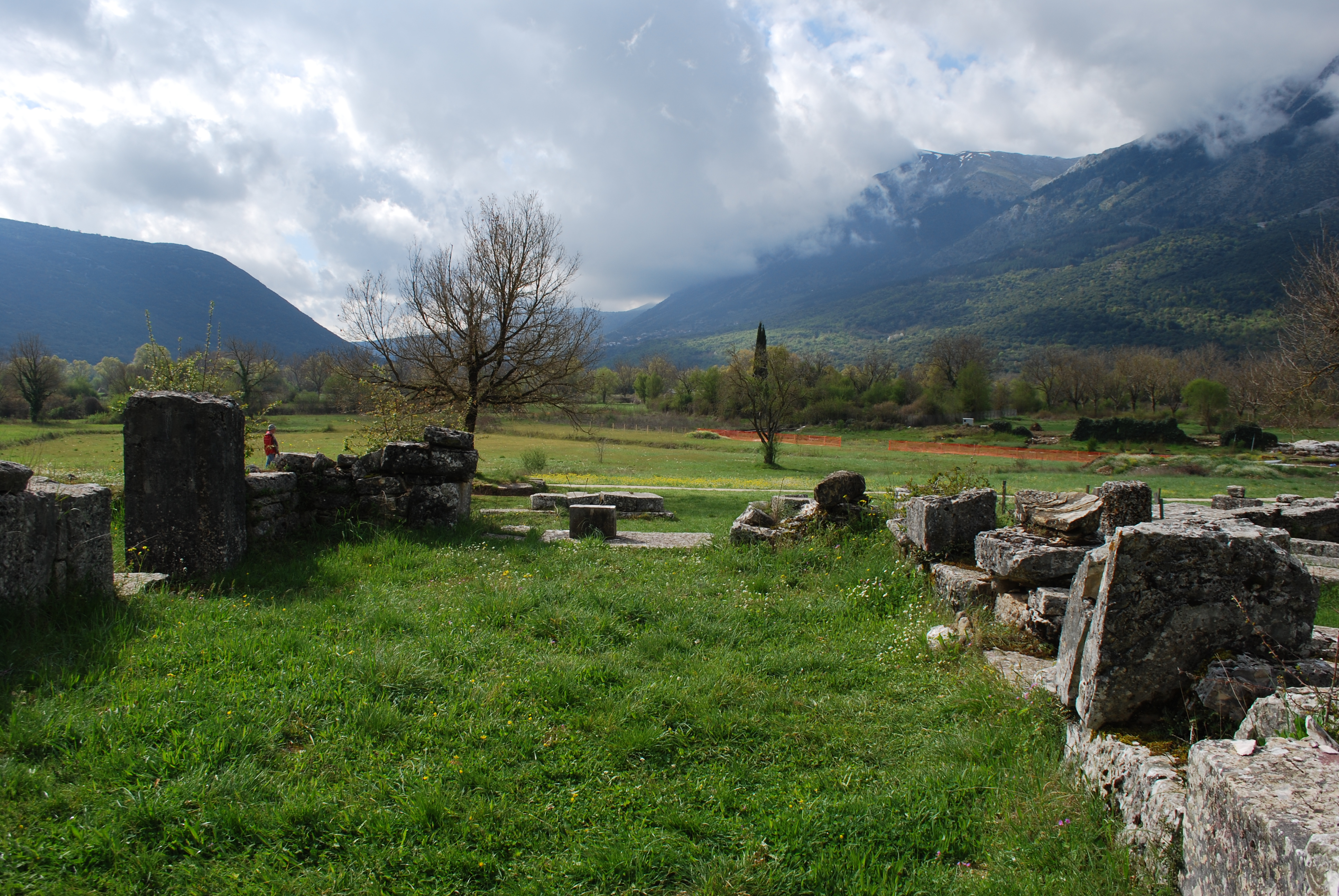
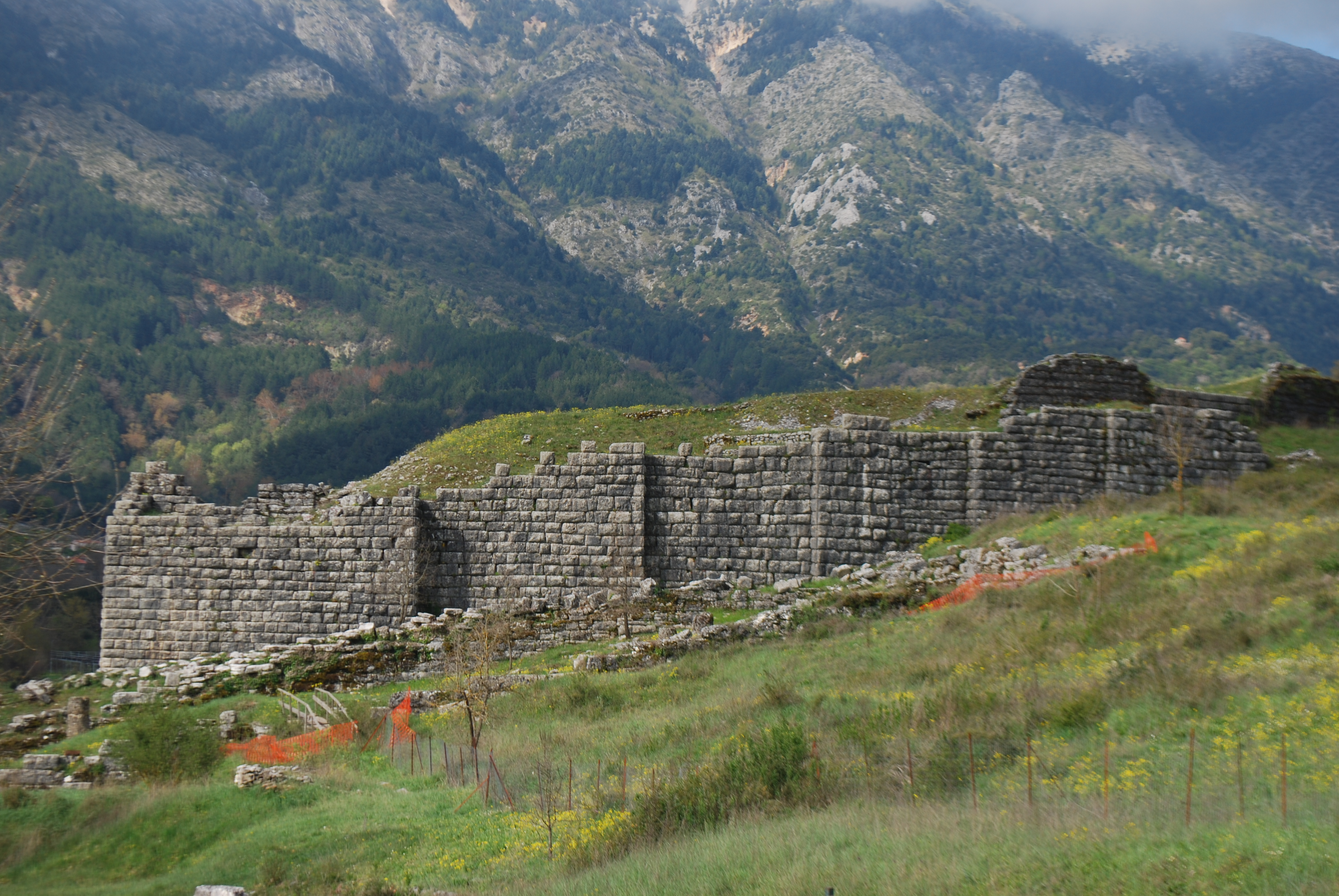
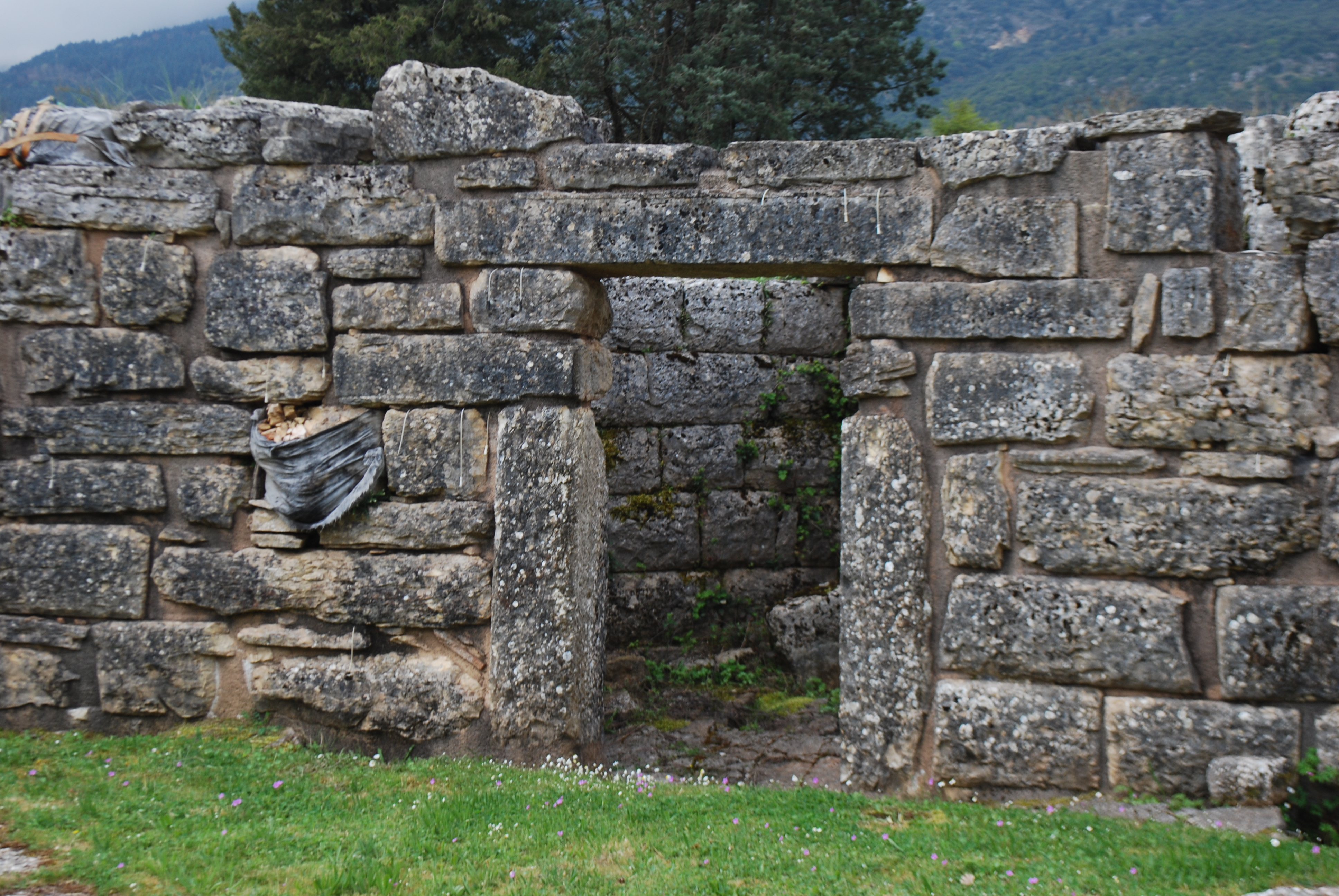
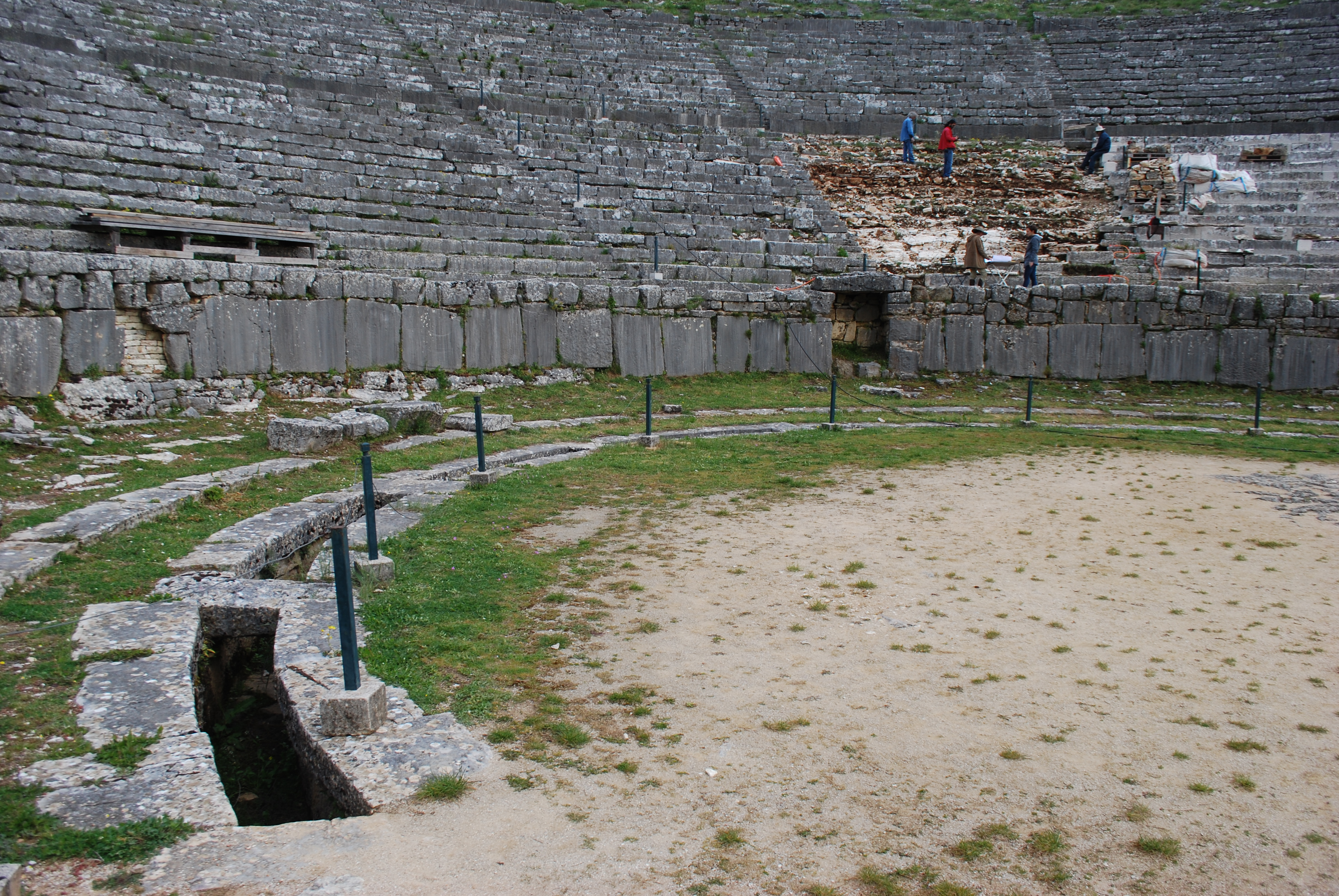
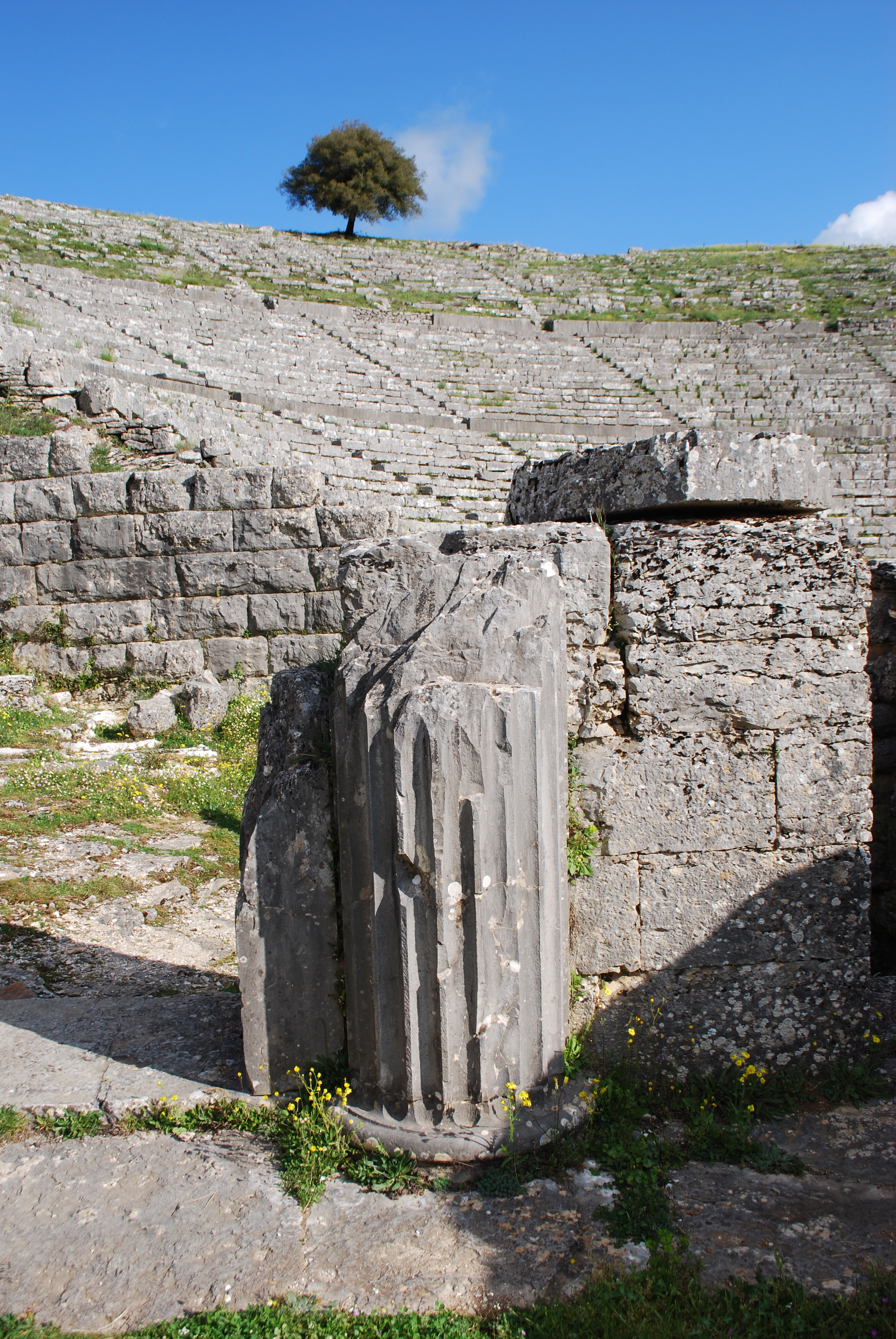
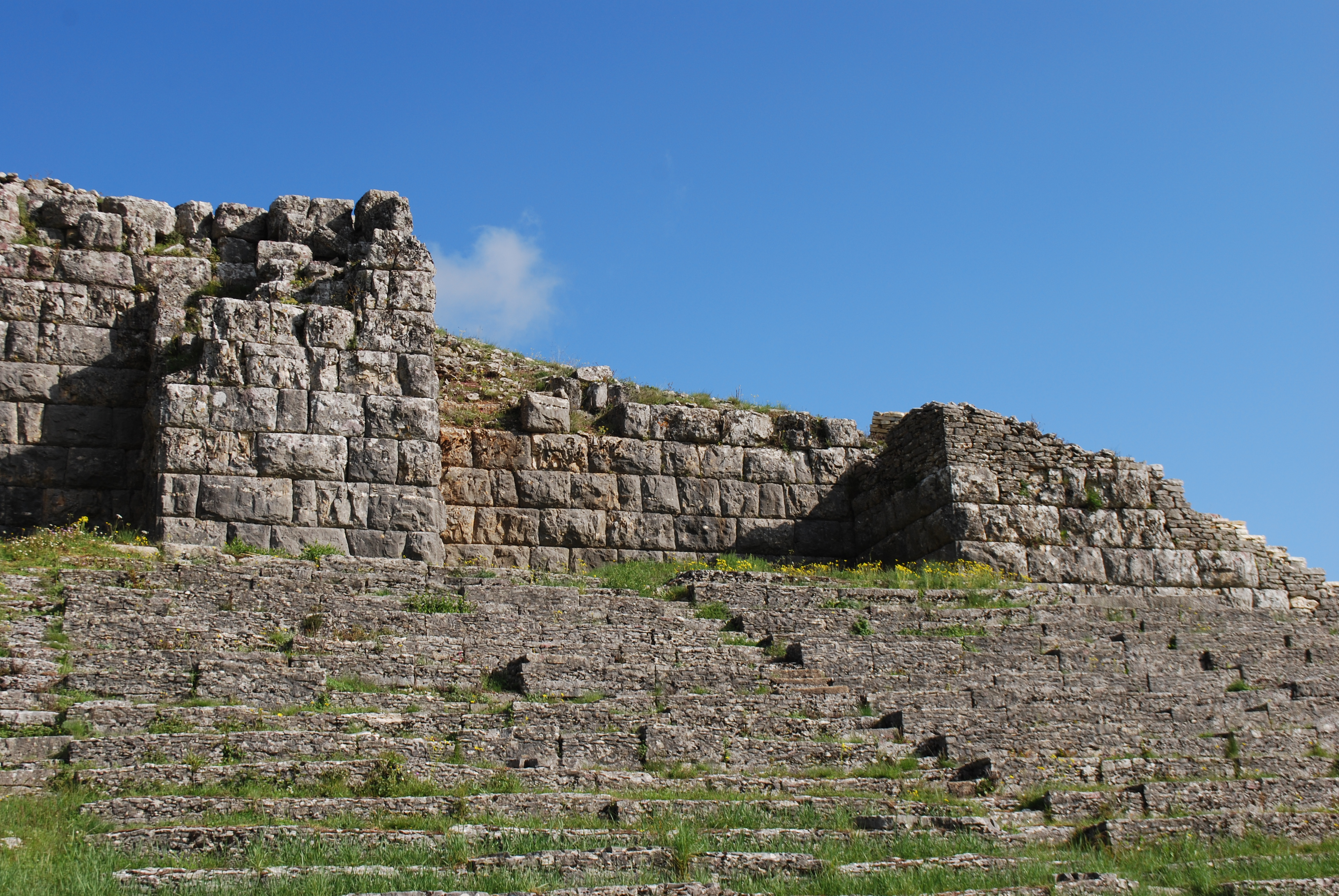
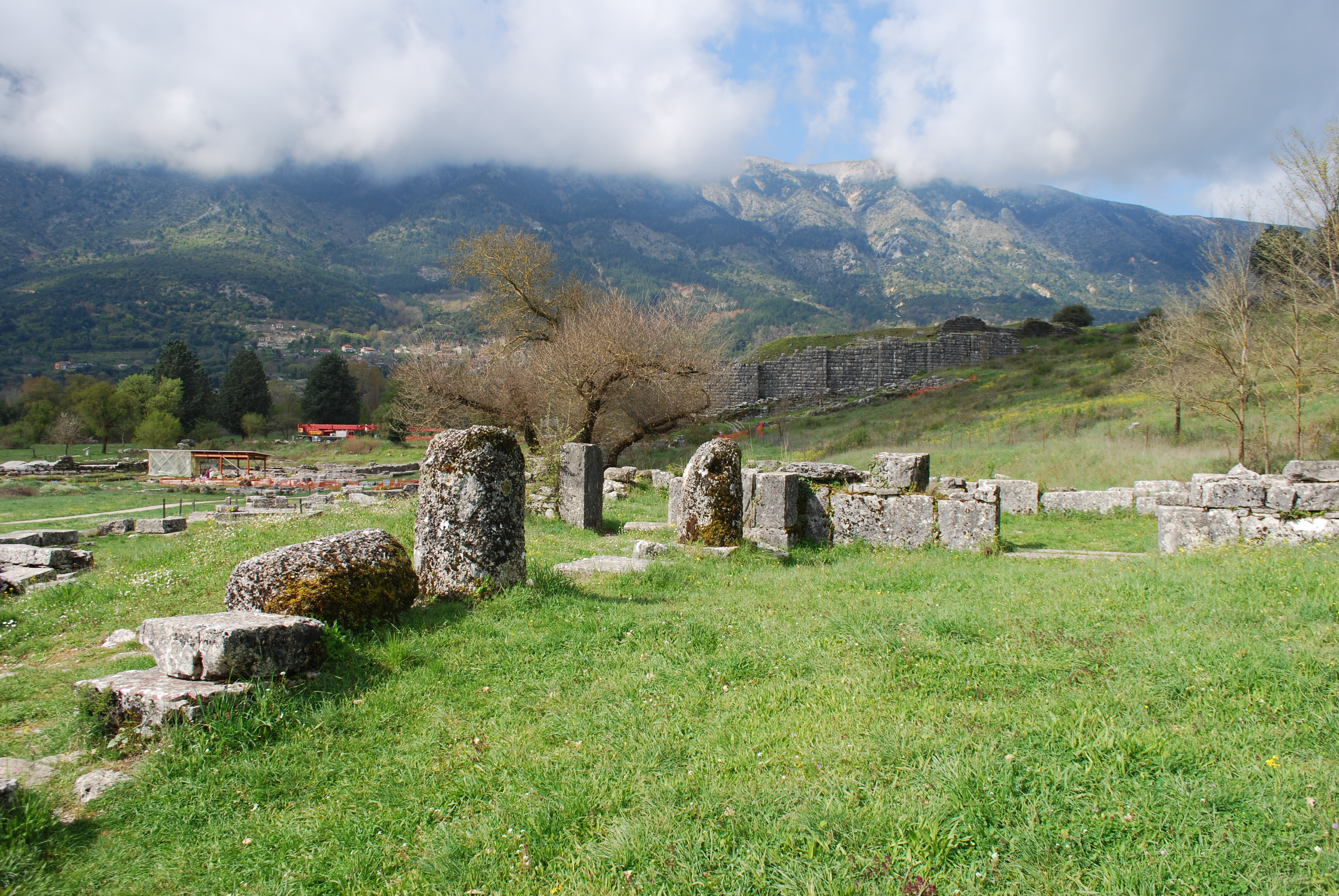

Dodona